# Salón del Manga de Cádiz
El Festival Manga de Cádiz' (antes, Salón del Manga de Cádiz) es una convención sobre manga, anime y cultura japonesa organizada por las asociaciones Milenaria, Fénix, La Forja de los Sueños, Mueve Fichay Pacto del Loto junto a la Delegación de Juventud del Ayuntamiento de Cádiz que se celebra anualmente en el Colegio San Felipe Neri de Cádiz, España. Durante su anterior nomenclatura era organizado por AniRaise.
Se trata de una de las convenciones sobre cómics, animación y cultura japonesa más importantes de Andalucía, junto con el Mangafest Festival de Videojuegos y Cultura Asiática de Sevilla.
El Salón Manga de Cádiz es el quinto más importante de España. En su 4.ª edición llegó a los 29.500 visitantes, cerca del Salón del Manga de Jerez, que en su 10.ª edición superó los 30 000 visitantes, a la que igualó en su 5.ª edición situándose por encima de otros eventos nacionales como Japan Weekend Madrid.
El 17 de mayo de 2013, la directiva de AniRaise publicó un comunicado oficial en su página web en el que se anunciaba que abandonaban la organización del Salón Manga de Cádiz debido a cuestiones económicas y de falta de personal, y se comunicaba que la edición 2013 del Salón Manga de Cádiz no tendría lugar.
El 3, 4 y 5 de octubre de 2014 se retoma el proyecto bajo nueva organización, celebrándose en el Baluarte de la Candelaria el Festival Manga de Cádiz, que pretende heredar el espíritu del Salón del Manga. Organizado en inicio por las asociaciones Agoca, DivineLoL, Fénix, Isshin, AcKaigi, Milenaria y Mueve Ficha, junto a la Delegación de Juventud del Ayuntamiento de Cádiz.
En 2015 su ubicación cambió al Castillo de San Sebastián, donde también se celebraron las ediciones de 2016 y 2017. 
En 2018, tras un temporal que produjo desperfectos en el malecón de acceso al castillo, el evento se trasladó a su actual sede en el Colegio San Felipe Neri, celebrando las ediciones de 2018 y 2019. Tras la cancelación por pandemia en 2020 y 2021, el Festival Manga de Cádiz tuvo que retrasar su edición de 2022 a abril de 2023 debido a que la licitación pública de varios lotes importantes quedó desierta, suceso que se repitió en 2024, lo que obligó a cancelar el evento ese año. La próxima edición está confirmada para los días 3, 4 y 5 de octubre de 2025.

## Ediciones
| Año  | Nombre completo              | Fechas                              | Lugar                             | Asistentes | Precio Entrada |
| ---- | ---------------------------- | ----------------------------------- | --------------------------------- | ---------- | -------------- |
| 2006 | I Salón del Manga de Cádiz   | 6, 7 y 8 de octubre                 | Baluarte de la Candelaria (Cádiz) | 7500       | Gratuito       |
| 2007 | II Salón del Manga de Cádiz  | 5, 6 y 7 de octubre                 | Baluarte de la Candelaria (Cádiz) | 15000      | Gratuito       |
| 2008 | III Salón del Manga de Cádiz | 3, 4 y 5 de octubre                 | Colegio San Felipe Neri Cádiz     | 28000      | Gratuito       |
| 2009 | IV Salón del Manga de Cádiz  | 2, 3 y 4 de octubre                 | Colegio San Felipe Neri Cádiz     | 29500      | Gratuito       |
| 2010 | V Salón del Manga de Cádiz   | 1, 2 y 3 de octubre                 | Colegio San Felipe Neri Cádiz     | 30000      | Gratuito       |
| 2011 | VI Salón del Manga de Cádiz  | 30 de septiembre, 1 y 2 de octubre  | Colegio San Felipe Neri Cádiz     | 43584      | Gratuito       |
| 2012 | VII Salón del Manga de Cádiz | 5, 6 y 7 de octubre                 | Colegio San Felipe Neri Cádiz     |            | Gratuito       |
| 2014 | I Festival Manga de Cádiz    | 3, 4 y 5 de octubre                 | Baluarte de la Candelaria (Cádiz) |            | Gratuito       |
| 2015 | II Festival Manga de Cádiz   | 2, 3 y 4 de octubre                 | Castillo de San Sebastián (Cádiz) |            | Gratuito       |
| 2016 | III Festival Manga de Cádiz  | 30 de septiembre, 1 y 2 de octubre  | Castillo de San Sebastián (Cádiz) |            | Gratuito       |
| 2017 | IV Festival Manga de Cádiz   | 29 y 30 de septiembre, 1 de octubre | Castillo de San Sebastián (Cádiz) |            | Gratuito       |
| 2018 | V Festival Manga de Cádiz    | 28, 29 y 30 de septiembre           | Colegio San Felipe Neri Cádiz     |            | Gratuito       |
| 2019 | VI Festival Manga de Cádiz   | 4, 5 y 6 de octubre                 | Colegio San Felipe Neri Cádiz     |            | Gratuito       |

## Actividades
En el Festival Manga de Cádiz se puede disfrutar de los talleres de dibujo Manga, Cosplay, Japonés, Haiku, Origami, Go, Tatuaje Kanjis, Ikebana, Teru Teru, Omamoris, Puyo Puyo, Hachimakis y la elaboración de peluches, broches de fieltro y distintos abalorios.
También se desarrollan anualmente distintas exposiciones, en la novena edición se realizaron exposiciones de Jardines Japoneses, Mitología y Caligrafía japonesas, Cosplay y Haiku.
Las distintas actividades permanentes complementan la oferta cultural del salón, como son las proyecciones de anime y competiciones de videojuegos.
Adicionalmente se habilita una zona de Stands, donde las distintas tiendas y distribuidoras ofrecen sus productos de Merchandising, Manga, Anime, bandas sonoras y otros productos.